# Damn Vulnerable Linux
Damn Vulnerable Linux (DVL) est une distribution GNU/linux conçue principalement pour la sécurité et l'anti-sécurité informatique. Cette distribution, du fait de ses faiblesses, est uniquement destinée à fonctionner sous machine virtuelle ou avec un live CD. Il est néanmoins possible de l'installer sur un disque dur, mais cela est fortement déconseillé. Ses créateurs sont Thorsten Schneider (IITAC /S²ee) et le membre d'un groupe de rétro-ingénierie français, Kryshaam (FRET). DVL est placée sous GNU GPL, tout comme sa parente.

## Origine
Elle était initialement basée sur Damn Small Linux qui est-elle-même une modification du live CD Knoppix. Toutes ces distributions ont pour origine la distribution Debian.
Afin de rendre possible une meilleure intégration du framework Metasploit, DVL utilise maintenant le cœur de BackTrack 2.

## Versions
version 1.0
Ce fut la première version publique ; elle comprenait quelques outils installés et vidéos de démonstration.
version 1.1
La version 1.1 comporte une image au format ISO 9660 et les fichiers nécessaires pour être utilisée avec VMWare Player
version commerciale
Cette version commerciale comporte une centaine de défis allant de la rétro-ingénierie logicielle, aux failles d'applications web, des sources, des tutoriels et des vidéos de démonstration supplémentaires.
version blackhat
Une version blackhat était initialement prévue. Elle a été annulée pour causes de bugs majeurs qui prendraient plus de temps à être corrigés que de sortir la prochaine version, notamment les difficultés d'intégration de Metasploit avec le cœur Damn Small Linux. Les efforts se reportent sur la version Strychnine.
version strychnine
Fait notable, le système passe du cœur de Damn Small Linux à celui de Backtrack 2, dont l'image est considérablement réduite.
Les outils de Backtrack se combinent de ce fait à ceux de DVL et en font l'une des distributions les plus complètes du genre.
Le système s'ouvre également et permet à chacun de soumettre des défis, des plugins et des failles à documenter.
version E605
Cette version contiendra quelques outils supplémentaires et plus de matériau d'entrainement.

## Utilité en matière de sécurité
Tester la robustesse des structures
Cette plate-forme permet de tester la robustesse de structures ou d'outils communs à beaucoup de distributions Linux. Par exemple, les implémentations de pax ou de sudo sont vulnérables, alors que ces commandes ont pour objet d'améliorer la sécurité au sein du système.
La sécurité par l'éducation
La plateforme permet aussi d'étudier les crack-me proposés par le site crackmes.de. La découverte de failles de sécurité au sein de l'environnement comme des applications permet à la communauté de réfléchir sur les conceptions de manière à prévenir l'implémentation de failles similaires.
Recommandations
Faire fonctionner DVL sous machine virtuelle met à l'abri des erreurs accidentelles ou inhérentes à l'étude de la sécurité des systèmes d'information : la compromission de la machine virtuelle n'aura en effet ainsi pas de répercussion sur le système hôte. DVL s'adresse essentiellement à des utilisateurs possédant de solides connaissances du système d'exploitation Linux, de son administration et de son utilisation.